# Torneo Fox Sports 2018
El Torneo Fox Sports 2018 fue la primera edición del torneo amistoso, disputado entre el 19 y el 28 de enero. En este torneo participaron los equipos más populares de Bogotá y Cali, América de Cali, Millonarios, Independiente Santa Fe y el Deportivo Cali.
Santa Fe se coronó como el primer campeón del Torneo Fox Sports, al derrotar en la final al América de Cali 3 - 1.
La organización del evento está a cargo de Fox Sports.

## Organización

### Sede

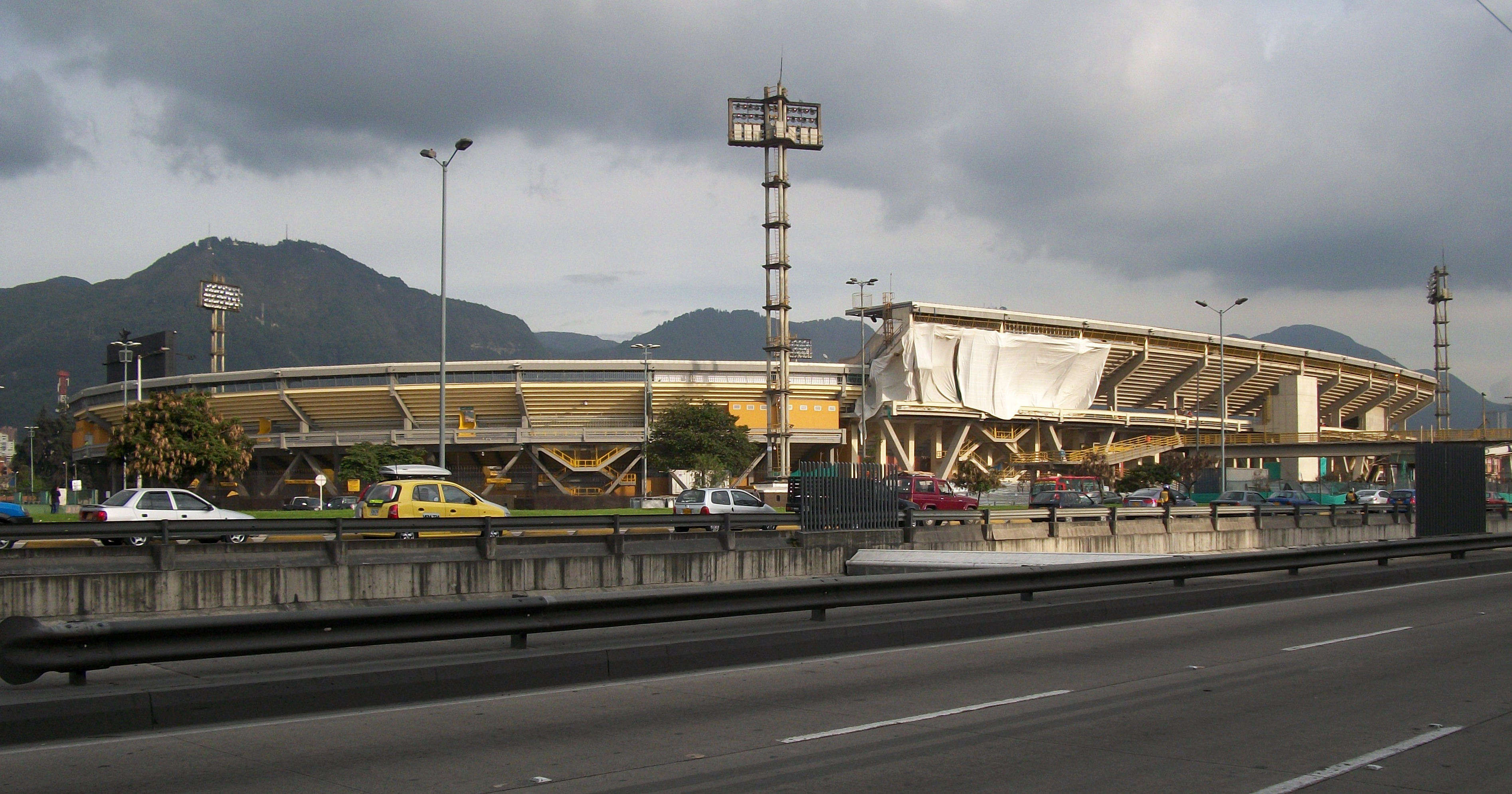
Estadio El Campín sede del Torneo Fox Sports.

El único escenario donde se disputa la I edición del Torneo Fox Sports es el Estadio Nemesio Camacho El Campín de Bogotá con capacidad para 36.343 espectadores.

### Reglas
Los 4 equipos que participan en el Torneo Fox Sports jugarán 3 jornadas todos contra todos. Los dos equipos que más puntos sumen disputan el partido final, donde el vencedor queda campeón.
En este certamen cada equipo puede realizar 5 cambios en cada partido.

## Equipos participantes
En la I edición del Torneo Fox Sports participan 4 equipos colombianos, que son los siguientes:
- América de Cali
- Deportivo Cali
- Millonarios
- Santa Fe

Inicialmente Junior iba a ser parte del torneo, pero más tarde desistió de participar por "inconvenientes logísticos y de agenda", siendo remplazado por Santa Fe.

## Resultados
- Los horarios corresponden a la hora de Colombia (UTC-5)

| Equipo             | PJ | PG | PE | PP | GF | GC | Dif. | Pts. |
| ------------------ | -- | -- | -- | -- | -- | -- | ---- | ---- |
| 1. América de Cali | 3  | 3  | 0  | 0  | 4  | 0  | +4   | 9    |
| 2. Santa Fe        | 3  | 1  | 1  | 1  | 2  | 2  | 0    | 4    |
| 3. Millonarios     | 3  | 0  | 2  | 1  | 0  | 1  | -1   | 2    |
| 4. Deportivo Cali  | 3  | 0  | 1  | 2  | 1  | 4  | -3   | 1    |

 Pts=Puntos; PJ=Partidos jugados; G=Partidos ganados; E=Partidos empatados; P=Partidos perdidos; GF=Goles a favor; GC=Goles en contra; Dif=Diferencia de gol
|  |                         |
|  | Clasificado a la final. |
|  | Eliminados.             |

| 19 de enero de 2018, 19:00 | Millonarios | 0:1 (0:0) | América de Cali           | Estadio Nemesio Camacho El Campín, Bogotá                 |                                                           |
|                            |             | Reporte   | Martínez Borja 72' (pen.) | Asistencia: 26.022 espectadores Árbitro(s): Mario Herrera | Asistencia: 26.022 espectadores Árbitro(s): Mario Herrera |

| 20 de enero de 2018, 17:00 | Santa Fe               | 2:1 (2:1) | Deportivo Cali | Estadio Nemesio Camacho El Campín, Bogotá                 |                                                           |
|                            | Plata 33' · Morelo 41' | Reporte   | Benedetti 20'  | Asistencia: 7.457 espectadores Árbitro(s): Ricardo García | Asistencia: 7.457 espectadores Árbitro(s): Ricardo García |

| 22 de enero de 2018, 19:00 | Millonarios | 0:0     | Santa Fe | Estadio Nemesio Camacho El Campín, Bogotá                    |                                                              |
|                            |             | Reporte |          | Asistencia: 15.902 espectadores Árbitro(s): Alexander Ospina | Asistencia: 15.902 espectadores Árbitro(s): Alexander Ospina |

| 23 de enero de 2018, 19:00 | América de Cali                  | 2:0 (1:0) | Deportivo Cali | Estadio Nemesio Camacho El Campín, Bogotá                    |                                                              |
|                            | Valencia 10' (pen.) · Dájome 51' | Reporte   |                | Asistencia: 19.083 espectadores Árbitro(s): Leonard Mosquera | Asistencia: 19.083 espectadores Árbitro(s): Leonard Mosquera |

| 25 de enero de 2018, 19:00 | Millonarios | 0:0     | Deportivo Cali | Estadio Nemesio Camacho El Campín, Bogotá                |                                                          |
|                            |             | Reporte |                | Asistencia: 9.757 espectadores Árbitro(s): Carlos Ortega | Asistencia: 9.757 espectadores Árbitro(s): Carlos Ortega |

| 26 de enero de 2018, 19:00 | Santa Fe | 0:1 (0:0) | América de Cali       | Estadio Nemesio Camacho El Campín, Bogotá               |                                                         |
|                            |          | Reporte   | Bottinelli 86' (pen.) | Asistencia: 12.079 espectadores Árbitro(s): Oscar Gómez | Asistencia: 12.079 espectadores Árbitro(s): Oscar Gómez |

### Final
| 28 de enero de 2018, 17:00 | América de Cali           | 1:3 (1:2) | Santa Fe                             | Estadio Nemesio Camacho El Campín, Bogotá                    |                                                              |
|                            | Martínez Borja 23' (pen.) | Reporte   | Valencia 4' · Morelo 40' · Plata 47' | Asistencia: 29.501 espectadores Árbitro(s): Bismark Santiago | Asistencia: 29.501 espectadores Árbitro(s): Bismark Santiago |

| Bandera de Colombia         |
| Campeón Santa Fe 1.º título |

## Premios
El Torneo Fox Sports entregó al vencedor 300 millones de pesos.  
El Mejor Jugador (Jugador más Valioso) del torneo fue elegido por los votantes en la red social Twitter mediante el hashtag #MejorJugadorHyundai, el ganador se llevó un Hyundai Veloster modelo 2019. Al final del compromiso se dio a conocer que el elegido por los usuarios como Mejor Jugador fue el uruguayo Kevin Ramírez.

### Goleadores
| Jugador                 | Equipo          | Goles |
| ----------------------- | --------------- | ----- |
| Cristian Martínez Borja | América de Cali | 2     |
| Anderson Plata          | Santa Fe        | 2     |
| Wilson Morelo           | Santa Fe        | 2     |
| Carmelo Valencia        | América de Cali | 1     |
| Cristian Dájome         | América de Cali | 1     |
| Darío Bottinelli        | América de Cali | 1     |
| Nicolás Benedetti       | Deportivo Cali  | 1     |
| Juan David Valencia     | Santa Fe        | 1     |

Fuente: Web oficial del Torneo Archivado el 23 de enero de 2018 en Wayback Machine.